# 데니스 오헤어
데니스 오헤어(Denis O'Hare, 1962년 1월 16일 ~ )는 미국의 배우이다.

## 출연 작품
- 스왈로우 - 어윈 역